# Mitchell Wiggins
Mitchell Lee Wiggins (ur. 28 września 1959 w Kinston, zm. 13 września 2024) – amerykański koszykarz, występował na pozycji rzucającego obrońcy. 
Wiggins uczęszczał do North Lenoir High School w Kinston w Karolinie Północnej. Grał w drużynach uniwersyteckich w Truett-McConnell College, Clemson University oraz Florida State University.
Wiggins został wybrany przez Indiana Pacers w drafcie w 1983. W NBA grał przez sześć sezonów. Występował w Chicago Bulls, Houston Rockets i Philadelphia 76ers. 
Zagrał w finałach NBA w 1986 roku. Najlepszym sezonem w jego zawodowej karierze był sezon 1989/1990, kiedy to grając dla zespołu Rockets wystąpił w 66 meczach i miał średnią 15,5 punktów na spotkanie. Ogółem wystąpił w 389 meczach, w których zdobył 3877 punktów.
Następnie przeniósł się do Europy i grał w lidze greckiej w Milon Nea Smirni BC, Sporting Athens i Panionios Nea Smirni. Grał także we francuskim CSP Limoges oraz lidze filipińskiej.

## Życie osobiste
Jego żona, pochodząca z Barbadosu - Marita Payne-Wiggins reprezentowała Kanadę podczas igrzysk olimpijskich w Los Angeles (1984), gdzie zdobyła dwa srebrne medale, w sztafetach 4 x 100 m i 4 x 400 m. Jest multimedalistką rozmaitych imprez międzynarodowych.
Jego najmłodszy syn - Andrew został wybrany do NBA w drafcie 2014. Najstarszy syn - Mitchell Jr występował na Southeastern University, natomiast środkowy Nick - został wybrany do składu Harlem Globetrotters w 2014.
Od 2002 jego rodzina mieszkała w Vaughan (Kanada).
Zmarł 13 września 2024, po długiej chorobie.

## Osiągnięcia
Na podstawie, o ile nie zaznaczono inaczej.
NJCAA
- Zaliczony do składu NJCAA All-American (1979)[7]

NCAA
- Uczestnik rozgrywek Elite 8 turnieju NCAA (1980)
- Zaliczony do:
  - I składu All-Metro (1982, 1983)
  - składu honorable mention All-American (1983)
  - Galerii Sław Sportu Florida State (1994)
- Lider strzelców konferencji Metro (1982)

NBA
- Wicemistrz NBA (1986)

Indywidualne
- Zaliczony do II składu USBL (1988)
- Lider:
  - strzelców ligi greckiej (1996)
  - ligi greckiej w przechwytach (1995)

Reprezentacja
- Wicemistrz świata (1982)[8]